# Theda Bara
Pour les articles homonymes, voir Bara.
Theda Bara est une actrice américaine du cinéma muet, née le 29 juillet 1885 à Cincinnati, dans l'Ohio, et morte le 7 avril 1955 à Los Angeles, en Californie (États-Unis).
Elle fut l'une des actrices les plus populaires de son temps et l'un des premiers sex-symbol de l'écran. Son répertoire de femme fatale lui valut le surnom de « Vamp » (mot provenant de vampire), qui devient bientôt un terme populaire pour désigner une femme prédatrice sexuelle.
Son nom de scène fut rapidement considéré comme l'anagramme d'« Arab Death », bien que ce pseudonyme soit en réalité inspiré du nom patronymique de sa mère, « Barranger ». Theda Bara est également considérée comme le premier archétype gothique, bien avant Vampira.

## Biographie

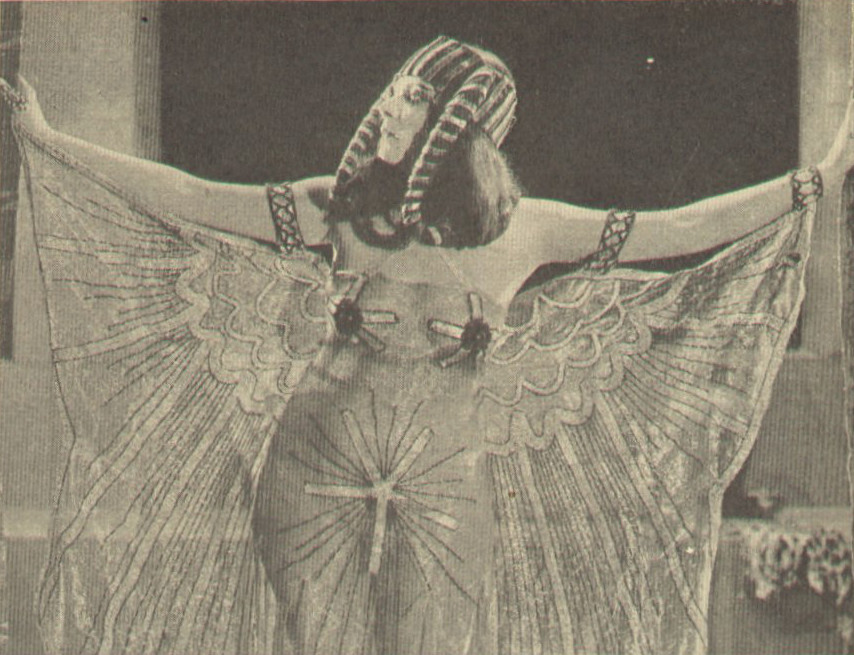
Theda Bara interprétant Cléopâtre dans La Reine des Césars (1917), ici dans un de ses voiles transparents pour lesquels elle fut et reste célèbre, provoquant ainsi une controverse.

### Origines et débuts
Theda Bara naît sous le nom de Theodosia Burr Goodman. Elle est la fille d'un tailleur juif né en Pologne, Bernard Goodman (1853-1936) et de sa femme Pauline Louise de Copett (1861-1957), née en Suisse et juive également. Le couple a ensuite deux autres enfants, Marque (1888-1954) et Lori Bara (née Esther : 1897-1965) qui devient à son tour actrice.
Theodosia s'intéresse très jeune au théâtre, et dès que ses études à la Walnut Hills High School (1903) sont achevées, elle se teint les cheveux blonds en noir, et se lance à la poursuite de son rêve. Elle arrive à New York en 1908. Elle décroche cette même année un rôle à Broadway dans The Devil.

### Carrière

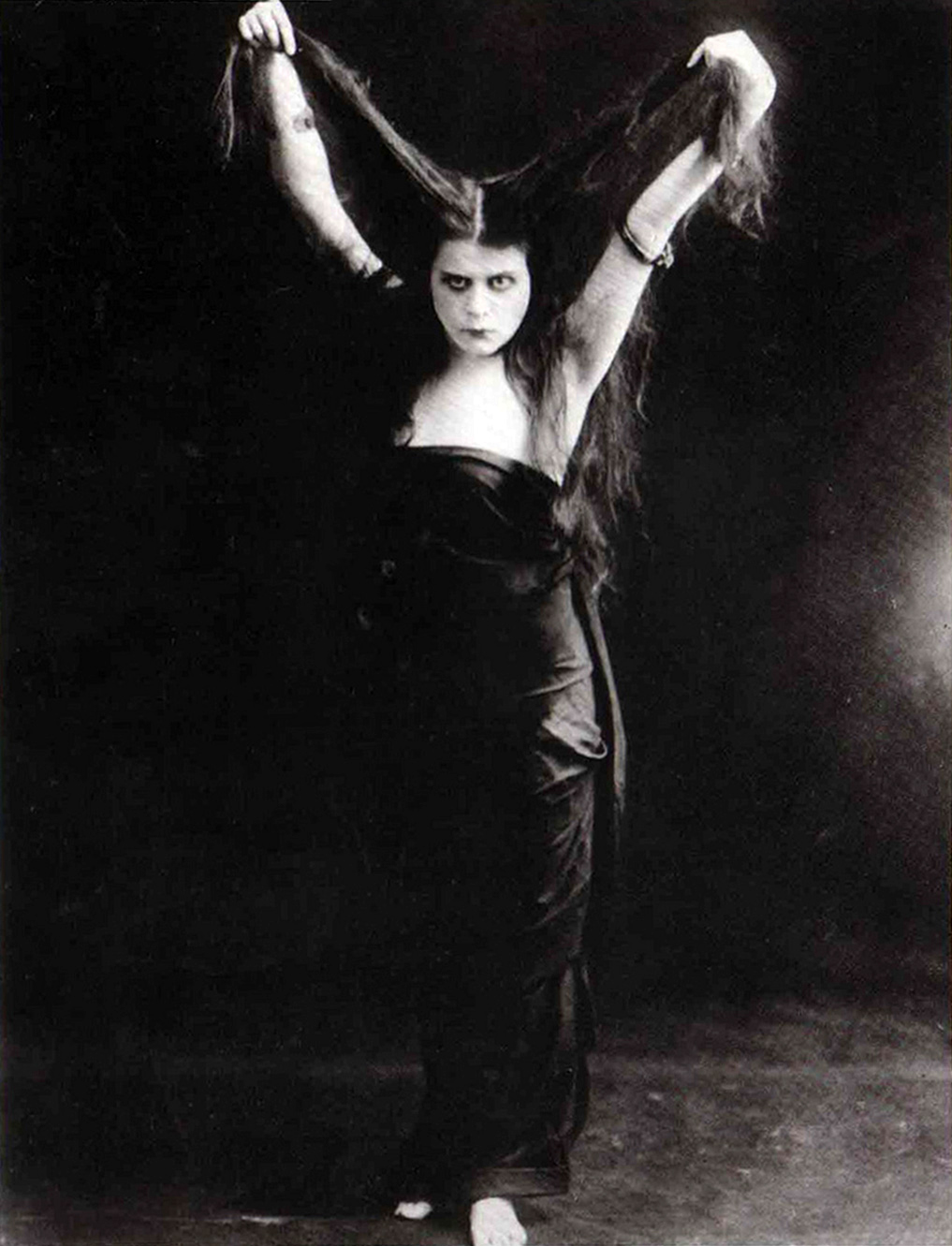
Theda Bara dans Le Péché (1915) de Herbert Brenon, photographiée par Jack Freulich.

Theda Bara décroche son premier rôle au cinéma en 1914 dans le film The Stain, sous son propre nom de Theodosia Goodman. Ce rôle, bien que très mineur, lui ouvre les portes de l'empire cinématographique naissant, et lui permet d'obtenir l'année suivante le rôle principal du « vampire » dans A Fool There was. Les profits de ce film furent si importants qu'ils permirent à William Fox, le réalisateur du film, de fonder la Fox Film Corporation, alors que les succès suivants aidèrent à asseoir la renommée du studio. Ce jour naquirent la vamp, et le personnage de Theda Bara.
Son studio mit en œuvre une importante campagne autour de l'image de l'actrice. Elle était réputée posséder des pouvoirs surnaturels, était toujours parée de voiles et de nombreux bijoux et se faisait volontiers photographier avec des crânes et des serpents. La Fox lui loue même une suite dans un hôtel particulier dont l'intérieur, créé pour recevoir la presse, ressemblait à une chambre de sultane. Le public est fasciné et le succès est au rendez-vous pour chacun de ses films.
Elle tourne par la suite d'autres films pour les studios Fox Film Corporation, six films pour l'année 1915 dont The Kreutzer Sonata et Carmen, huit films l'année suivante, tous très rentables. L'année 1917 est celle de son plus grand succès, La Reine des Césars, rapidement suivi par The Rose of Blood. En 1918, elle écrit le script et se réserve le rôle de la prêtresse de The Soul of Buddha. Alors au sommet de sa gloire, Theda était payée 4 000 $ par semaine de tournage, et n'était dépassée en popularité que par des acteurs tels Charlie Chaplin ou Mary Pickford.
En 1919, après sept films dont le dernier est The Lure of Ambition, elle ne renouvelle pas son contrat avec la Fox, son rôle de vamp devenant pesant, mais elle ne retrouve jamais le succès malgré quelques tentatives dont la dernière est Madame Mystery en 1926, qui est une parodie de son personnage. Un film biographique est envisagé dans les années 1950, mais rien de concret n'est produit.
Lors de l'incendie de son studio, une grande partie de ses films sont détruits. Il n'en reste aujourd'hui que six copies complètes, sur plus d'une quarantaine.

### Sex-symbol

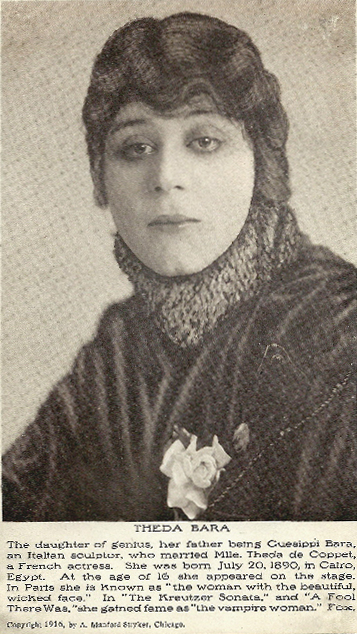
Photo et biographie de presse, 1916.

Theda Bara est souvent citée comme le premier sex-symbol de l'époque.
Personnage entièrement créé par son studio, Theda Bara était présentée comme née au Caire d'une actrice française, Theda de Coppet, et d'un sculpteur italien, Guesippi [sic] Bara. Elle était encouragée à parler d'occultisme et de mysticisme, et fut surnommée Le Serpent du Nil.
Indépendamment de cette image de femme fatale, Bara était décrite par ses proches comme douce et vertueuse. À son grand désarroi elle ne réussit jamais à se détacher de cette image de vamp et toutes les tentatives pour élargir ses rôles se soldèrent par des échecs.
Après avoir rencontré une Theda Bara vieillissante,,un producteur déçu alla jusqu'à déclarer : « Vous leur enlevez le regard charbonneux, la laque sur les lèvres et la provocation, que reste-t-il d'un sex-symbol ? Juste de la peau ».

## Mariage et retraite
Theda Bara se maria en 1921 avec le réalisateur Charles Brabin. Elle voulut par la suite retourner sur scène, mais son mari s'opposa à une nouvelle carrière. Ils n'eurent point d'enfant.
Elle passa le reste de sa vie entre New York et Los Angeles, avant de mourir d'un cancer de l'estomac, en 1955. Son mari mourut deux ans après elle.

## Filmographie
- 1914 : The Stain de Frank Powell

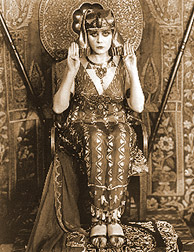
Theda Bara interprétant Cléopâtre dans La Reine des Césars (1917) de J. Gordon Edwards.

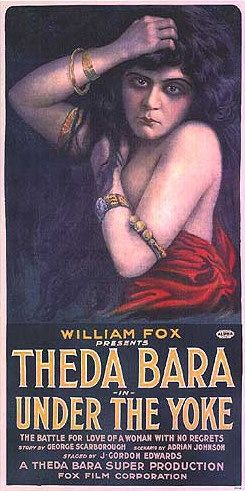
Affiche du film Under the Yoke (1918) de J. Gordon Edwards.

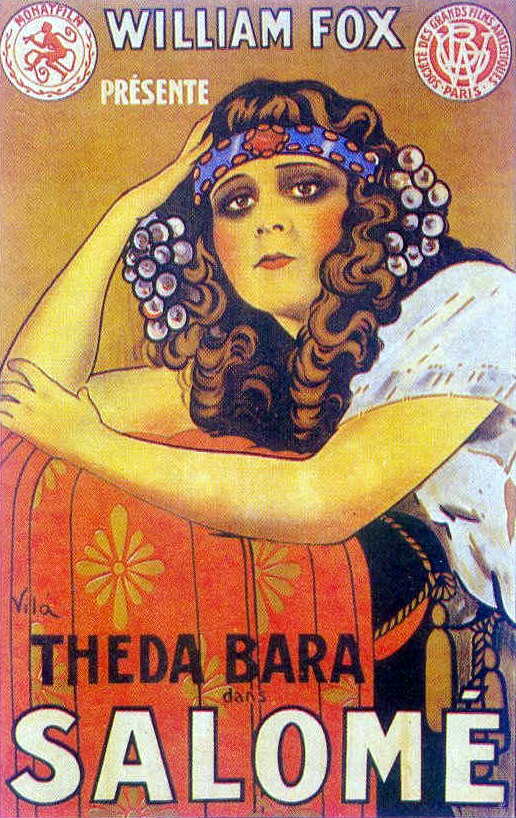
Affiche du film Salomé (1918) de J. Gordon Edwards.

- 1915 : Siren of Hell de Raoul Walsh
- 1915 : Embrasse-moi, idiot (A Fool There Was) de Frank Powell
- 1915 : La Sonate à Kreutzer (The Kreutzer Sonata) de Herbert Brenon
- 1915 : Le Cas Clemenceau (The Clemenceau Case) de Herbert Brenon
- 1915 : La Fille du diable (The Devil's Daughter) de Frank Powell
- 1915 : Les Deux Orphelines (The Two Orphans) de Herbert Brenon
- 1915 : Lady Audley's Secret de Marshall Farnum
- 1915 : Le Péché (Sin) de Herbert Brenon
- 1915 : Carmen de Raoul Walsh
- 1915 : The Galley Slave de J. Gordon Edwards
- 1915 : Destruction de Will S. Davis
- 1916 : La Bête à misère (The Serpent) de Raoul Walsh
- 1916 : Gold and the Woman de James Vincent
- 1916 : The Eternal Sappho de Bertram Bracken
- 1916 : East Lynne de Bertram Bracken
- 1916 : Under Two Flags (en) de J. Gordon Edwards
- 1916 : Sa double vie (Her Double Life) de J. Gordon Edwards
- 1916 : Roméo & Juliette (Romeo and Juliet) de J. Gordon Edwards
- 1916 : La Renarde (The Vixen) de J. Gordon Edwards
- 1917 : The Rose of Blood de J. Gordon Edwards
- 1917 : The Darling of Paris de J. Gordon Edwards
- 1917 : The Tiger Woman (en) de George Bellamy et J. Gordon Edwards
- 1917 : Her Greatest Love de J. Gordon Edwards
- 1917 : Heart and Soul de J. Gordon Edwards
- 1917 : Camille de J. Gordon Edwards
- 1917 : La Reine des Césars (Cleopatra) de J. Gordon Edwards
- 1917 : Madame du Barry de J. Gordon Edwards
- 1918 : When a Woman Sins de J. Gordon Edwards
- 1918 : Under the Yoke de J. Gordon Edwards
- 1918 : The She-Devil de J. Gordon Edwards
- 1918 : The Forbidden Path de J. Gordon Edwards
- 1918 : The Soul of Buddha de J. Gordon Edwards
- 1918 : Salomé (Salome) de J. Gordon Edwards
- 1919 : The Siren's Song de J. Gordon Edwards
- 1919 : The Lure of Ambition d'Edmund Lawrence
- 1919 : The Light de J. Gordon Edwards
- 1919 : When Men Desire de J. Gordon Edwards
- 1919 : A Woman There Was de J. Gordon Edwards
- 1919 : Kathleen Mavourneen de Charles Brabin
- 1919 : La Belle Russe de Charles Brabin
- 1921 : The Prince of Silence
- 1925 : The Unchastened Woman de James Young
- 1926 : Madame Mystery de Richard Wallace et Stan Laurel